# IC 911
IC 911 је спирална галаксија у сазвјежђу Волар која се налази на листи објеката дубоког неба у Индекс каталогу.
Деклинација објекта је + 23° 14' 53" а ректасцензија 13h 41m 25,3s. Привидна величина (магнитуда) објекта IC 911 износи 14,1 а фотографска магнитуда 14,9. IC 911 је још познат и под ознакама UGC 8665, MCG 4-32-27, CGCG 131-26, NPM1G +23.0331, PGC 48449.